# 156
156（百五十六、ひゃくごじゅうろく）は自然数、また整数において、155の次で157の前の数である。

## 性質
- 156は合成数であり、約数は 1, 2, 3, 4, 6, 12, 13, 26, 39, 52, 78 と 156 である。
  - 約数の和は392。
    - 35番目の過剰数である。1つ前は150、次は160。
- 156 = 12 × 13
  - 12番目の矩形数である。1つ前は132、次は182。
  - 156 = 121 + 122 = 132 − 131
    - 12の自然数乗の和とみたとき1つ前は12、次は1884。

  - 連続する12個の偶数の和で表せる。
156 = 2 + 4 + 6 + 8 + 10 + 12 + 14 + 16 + 18 + 20 + 22 + 24
- 156 = 22 × 3 × 13
  - 3つの異なる素因数の積で p2 × q × r の形で表せる8番目の数である。1つ前は150、次は198。(オンライン整数列大辞典の数列 A085987)
- 1562 + 1 = 24337 であり、n2 + 1 の形で素数を生む29番目の数である。1つ前は150、次は160。
- 156 = 50 + 51 + 52 + 53
  - a = 5 のときの a0 + a1 + a2 + a3 の値とみたとき1つ前は85、次は259。
  - 5の累乗和とみたとき1つ前は31、次は781。(オンライン整数列大辞典の数列 A003463)
    - 156 = 54 − 1/5 − 1
      - n = 5 のときの nn−1 − 1/n − 1 の値とみたとき1つ前は21、次は1555。(オンライン整数列大辞典の数列 A060072)
- 51番目のハーシャッド数である。1つ前は153、次は162。
  - 12を基としたとき3番目のハーシャッド数である。1つ前は84 、次は192 。
- 約数の和が156になる数は2個ある。(99, 125) 約数の和2個で表せる18番目の数である。1つ前は152、次は182。
- 各位の和が12になる11番目の数である。1つ前は147、次は165。
- 各位の平方和が62になる最小の数である。次は165。(オンライン整数列大辞典の数列 A003132)
  - 各位の平方和が n になる最小の数である。1つ前の61は56、次の63は1156。(オンライン整数列大辞典の数列 A055016)
- 各位の立方和が342になる最小の数である。次は165。(オンライン整数列大辞典の数列 A055012)
  - 各位の立方和が n になる最小の数である。1つ前の341は56、次の343は7。(オンライン整数列大辞典の数列 A165370)
- 156 = 13 + 33 + 43 + 43
  - 4つの正の数の立方数の和で表せる34番目の数である。1つ前は154、次は161。(オンライン整数列大辞典の数列 A003327)
- 正十五角形の内角は156°である。
  - 正 n 角形において内角が度数法で整数になる9番目の角度である。1つ前は150°、次は160°。(オンライン整数列大辞典の数列 A110546)
- 1/156 = 0.00641025… (下線部は循環節で長さは6)
  - 逆数が循環小数になる数で循環節が6になる28番目の数である。1つ前は154、次は168。(オンライン整数列大辞典の数列 A120100)
- n = 156 のとき n と n + 1 を並べた数を作ると素数になる。n と n + 1 を並べた数が素数になる22番目の数である。1つ前は150、次は180。(オンライン整数列大辞典の数列 A030457)
- 156 = 162 − 100
  - n = 16 のときの n2 − 100 の値とみたとき1つ前は125、次は189。(オンライン整数列大辞典の数列 A120071)

## その他 156 に関連すること
- 156° = 13⁄15 π (rad) = 26⁄15 R である。これは正十五角形の内角に等しい。
- 西暦156年
- 156番目のもの
  - 156代目のローマ教皇とされるのは、ニコラウス2世。
  - 第156代ローマ教皇はアレクサンデル2世（在位：1061年9月30日～1073年4月21日）である。
- アルファロメオ・156
- Fi 156 (航空機)